# Filiera
(Vito Saccomandi, Istituzioni di economia del mercato dei prodotti agricoli, Milano, REDA, 1991, pagina 212)
Con filiera si intende l'insieme articolato che comprende le principali attività (ed i loro principali flussi materiali e informativi), le tecnologie, le risorse e le organizzazioni che concorrono alla creazione, trasformazione, distribuzione, commercializzazione e fornitura di un prodotto finito; in senso più stretto, si intende l'insieme delle aziende che concorrono alla catena di fornitura di un dato prodotto. 
Il termine è stato coniato dall'agronomo francese Louis Malassis.

## Descrizione e tipologie
La principale e più ampia accezione comprende anche quella serie di "controlli sull'origine e successiva trasformazione di un prodotto che ne garantiscono la  validità tutelando la sicurezza intermedia e finale".
Il concetto, che può riferissi a vari settori, può indicare una organizzazione semplice o complessa a seconda di quanti passaggi subisca il prodotto prima di arrivare allo stato finito. Di norma, per la sua importanza per il consumo, sono considerate primarie per importanza le filiere alimentari. In funzione della loro complessità le filiere sono diversamente considerate; le filiere ortofrutticole sono più semplici di quelle lattiero-casearie o animali.
Si parla di filiera implosiva quando da un prodotto finito si vanno a ricercare tutti i prodotti che hanno concorso alla sua realizzazione; o filiera esplosiva quando da un prodotto si trovano tutti i suoi derivati.
La filiera corta  contempla un numero circoscritto di intermediari commerciali tra il produttore e il consumatore, portando anche al contatto diretto fra i due. Il primo obiettivo di una filiera corta è ridurre il prezzo finale di un prodotto. Esempio di filiera corta sono i mercati contadini.

## Il controllo di filiera
La  filiera controllata è una certificazione rilasciata ad un'azienda da un ente terzo indipendente che dichiara che il prodotto di una impresa abbia:
1. un'assoluta rintracciabilità che dice al consumatore tutti i passaggi che il prodotto ha fatto, chi li ha fatti e come.
2. standard igienico-sanitari (per gli alimentari) rigorosi definiti secondo i criteri dell'HACCP (Hazard Analysis and Critical Control Point, "analisi dei rischi e controllo dei punti critici").

Il risultato di questi due fattori è la cosiddetta "tracciabilità di filiera":
dal punto di vista della filiera, quindi, non conta tanto la zona di produzione  o la tradizione produttiva del prodotto (come invece è per i marchi IGP), quanto chi è intervenuto a produrlo, trasformarlo, inscatolarlo e poi commercializzarlo.
L'identificazione di tutte le aziende coinvolte nel processo (dalla produzione primaria, all'industria di trasformazione, alla commercializzazione) di un dato articolo permette al consumatore di riconoscere le responsabilità di tutti i soggetti che contribuiscono all'ottenimento del prodotto alimentare e di conoscere la provenienza di tutte le materie prime che costituiscono i prodotti, i metodi di produzione, i processi di lavorazione, le modalità di trasporto adottate.
L'adozione di un sistema di tracciabilità supporta efficacemente le aziende in tutte le certificazioni, da quelle ambientali a quelle di prodotto e di processo: a tal proposito l'UNI ha pubblicato nel 2001 la norma 10939 "Sistema di rintracciabilità nelle filiere agro-alimentari - principi generali per la progettazione e l'attuazione". 
Lo scopo finale è quello di garantire l'assoluta sicurezza alimentare: sotto questo profilo, assume particolare interesse la recente approvazione dello standard ISO 22000.